# Minería en la Britania romana

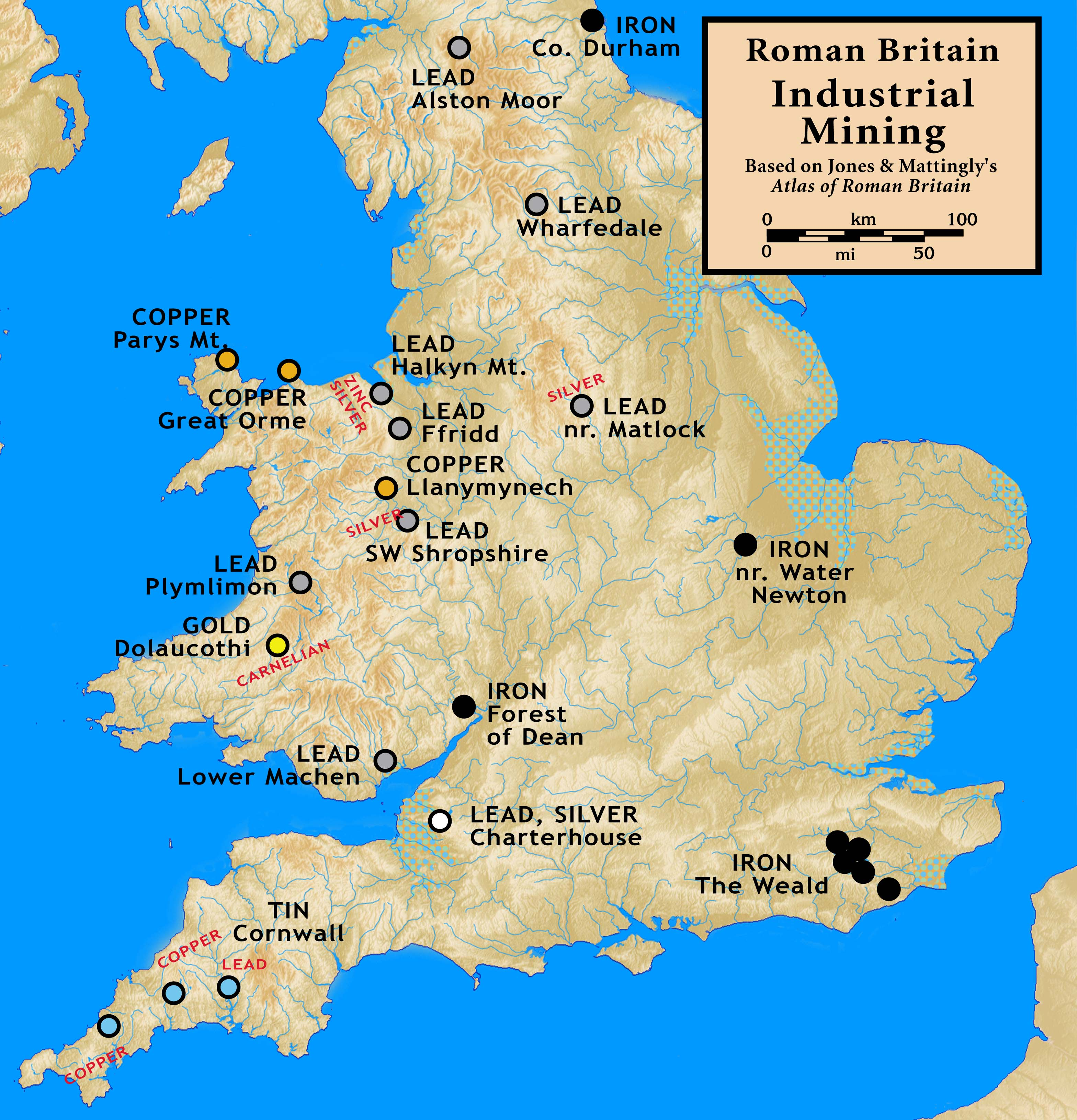
Plano de minería en la provincia romana de Britania.

La minería en la Britania romana era una de las actividades más prósperas. Britania era rica en recursos como cobre, oro, hierro, plomo, sal, plata y estaño, materiales de gran demanda en el Imperio romano. Los romanos comenzaron a buscar oro, la abundancia de recursos minerales en las islas británicas fue probablemente una de las razones de la conquista romana de Britania. Fueron capaces de utilizar tecnología avanzada para encontrar, desarrollar y extraer minerales valiosos a una escala sin igual hasta la Edad Media.

## Minería de plomo

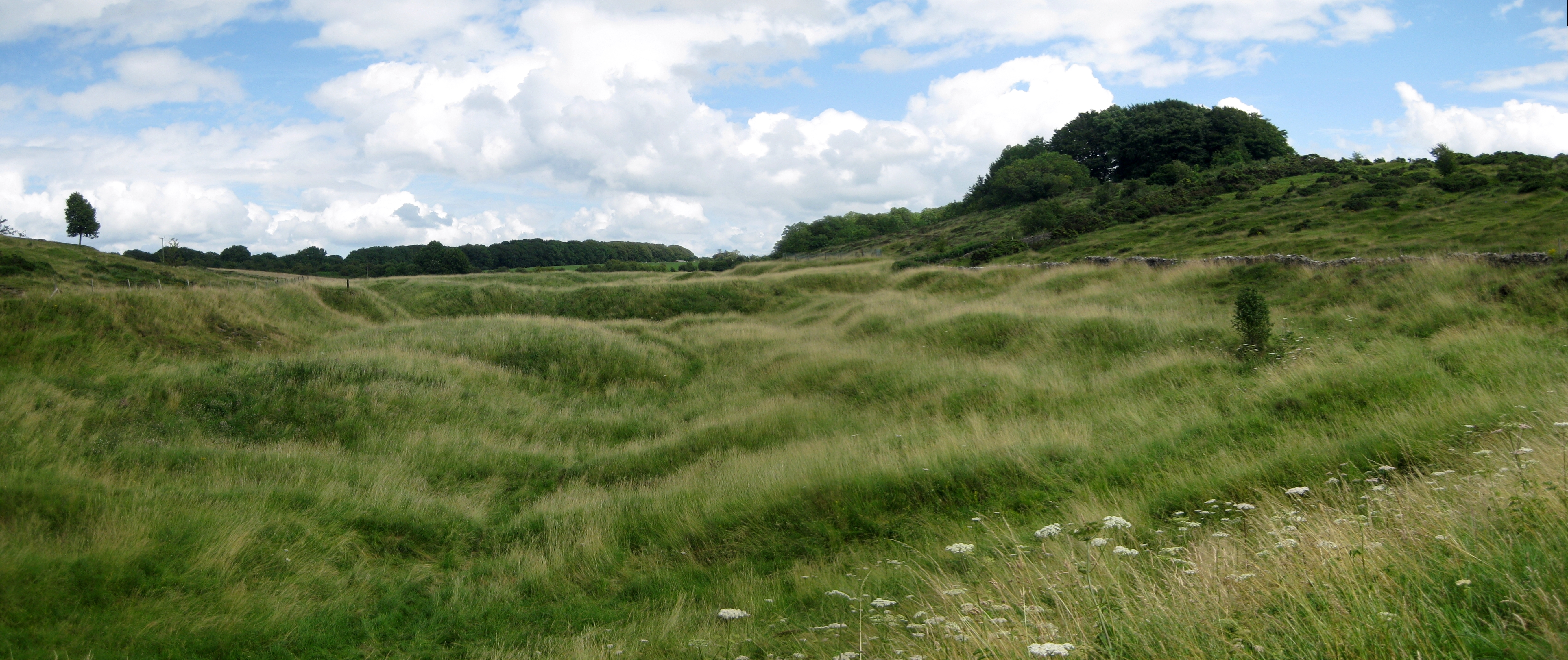
Las minas romanas de plomo en Charterhouse, Somerset

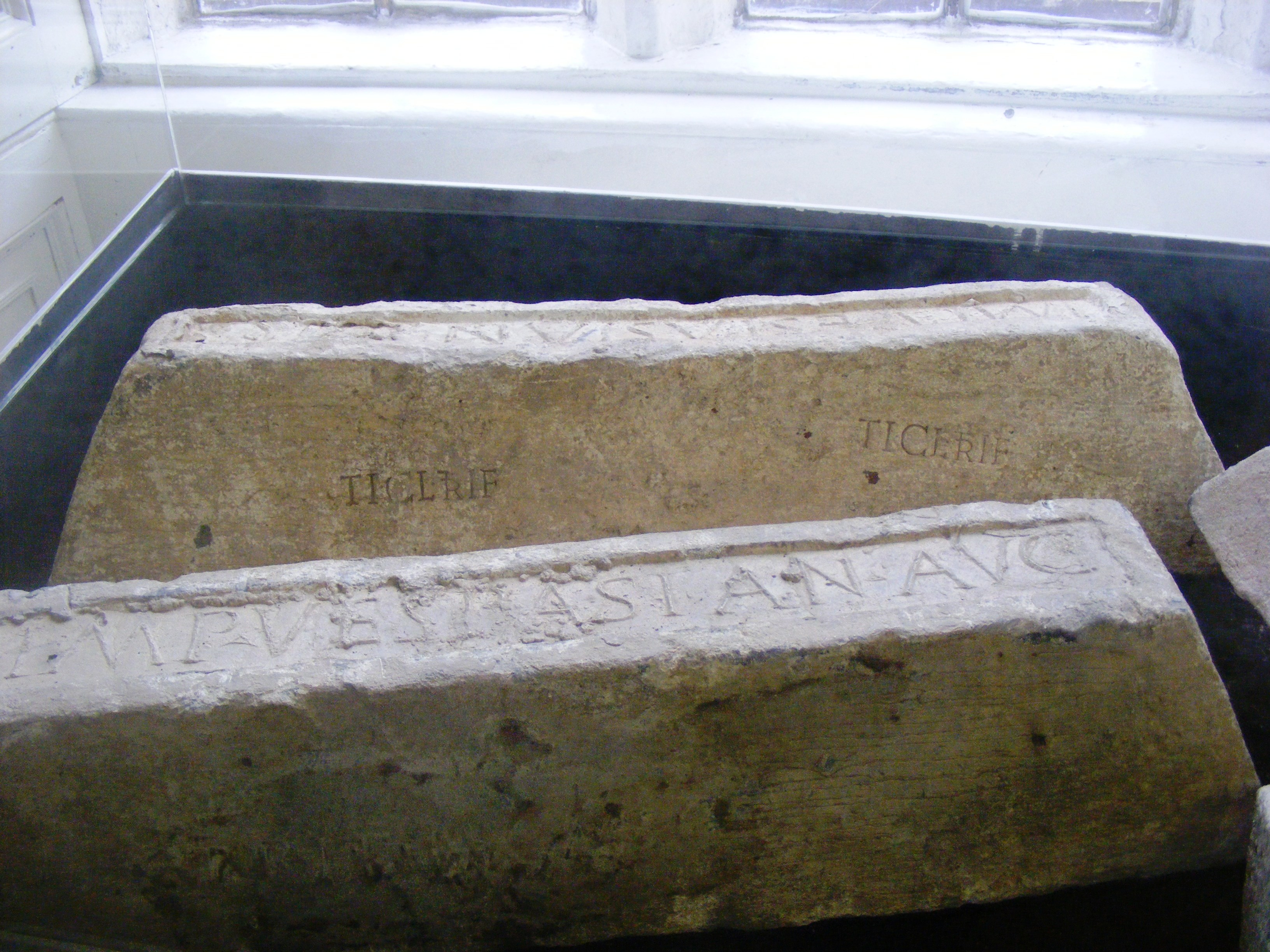
Lingotes de plomo de la Britania romana en exhibición en el Museo Wells y Mendip.

El plomo era esencial para el buen funcionamiento del Imperio romano. Se utilizaba para las tuberías de los acueductos y cañerías, el peltre, los ataúdes y las canaletas de las villas, así como una fuente de la plata que a veces se producía en los mismos depósitos minerales. Cincuenta y dos láminas de plomo de Mendip todavía se alinean en la gran bañera de Bath, que está a unos pocos kilómetros de Charterhouse.
Las mayores minas romanas de plomo se encontraban en o cerca del Río Tinto en el sur de Hispania.  En Britania las mayores fuentes estaban en Mendip, en la región del Sudoeste de Inglaterra y especialmente en Charterhouse. En el año 49, seis años después de la invasión y conquista de Gran Bretaña, los romanos tenían las minas de plomo de Mendip y las de Derbyshire, Shropshire, Yorkshire y Gales funcionando a pleno rendimiento. Para el año 70, Britania había superado a Hispania como la principal provincia productora de plomo. Los hispanorromanos pronto presentaron una queja al emperador Vespasiano, quien a su vez puso límites a la cantidad de plomo que se producía en Britania. Sin embargo, la producción británica de plomo siguió aumentando y se han encontrado lingotes de plomo que se pueden datar de finales del siglo II o principios del siglo III. Las investigaciones han revelado que el plomo británico —es decir, el plomo de Somerset—se utilizaba en Pompeya, la ciudad destruida por la erupción del Vesubio en el año 79.

## Extracción de plata
El uso más importante del plomo era para la extracción de plata. El plomo y la plata se encontraban a menudo juntos en forma de galena, un abundante mineral de plomo. La economía romana se basaba en la plata, ya que la mayoría de las monedas de mayor valor se acuñaban a partir de este metal precioso.
El proceso de extracción, la copelación, era bastante simple. Primero, el mineral se fundía hasta que el plomo, que contenía la plata, se separaba de la roca. El plomo se extraía y se calentaba hasta los 1100° Celsius usando  fuelles manuales. En este punto, la plata se separaba del plomo y se ponía en moldes que, al enfriarse, formaban lingotes que se enviaban a todo el Imperio romano para su acuñación.
Cuando la inflación se apoderó del siglo III y se empezaron a acuñar monedas oficiales de bronce con un lavado de plata, aparecieron dos casas de moneda falsas en Somerset, una en Polden Hills, al sur de los Mendips, y la otra en Whitchurch, Bristol, al norte. Estas casas de moneda, utilizando plata de Mendip, produjeron monedas con un contenido de plata superior a las emitidas por las casas de moneda oficiales del Imperio. Muestras de estas monedas y de sus moldes se encuentran en el Museo de Somerset en el Castillo de Taunton.

## Minería de oro

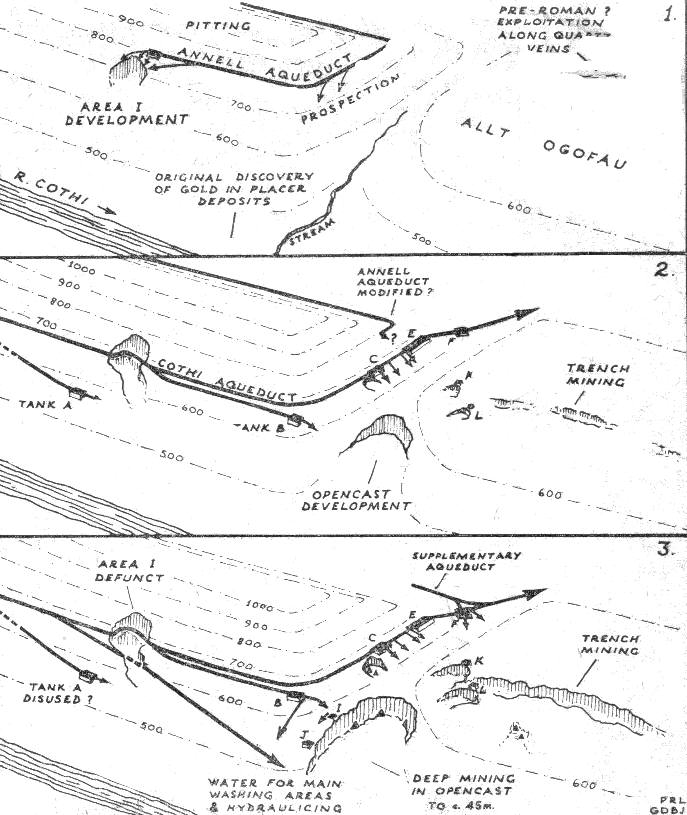
Desarrollo de las minas de oro
Dolaucothi.

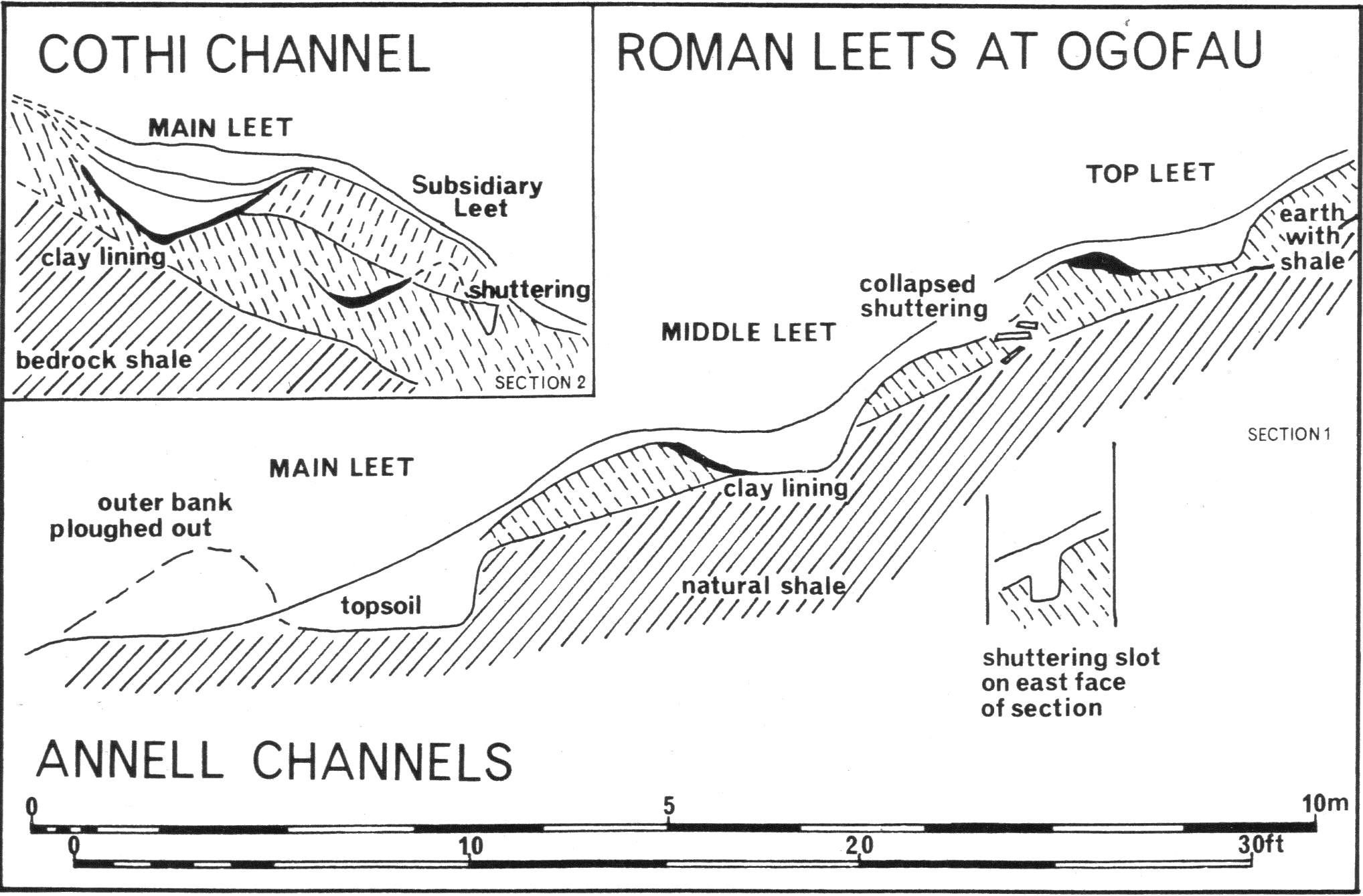
Acueductos en Dolaucothi.

Las minas de oro de Gran Bretaña se encontraban en Gales en Dolaucothi. Los romanos descubrieron las minas de oro Dolaucothi poco después de su invasión, y utilizaron métodos de minería hidráulica para prospectar las laderas antes de descubrir ricas vetas de cuarcita con oro. Los restos de varios acueductos y depósitos de agua sobre la mina son todavía visibles hoy en día. Los tanques se utilizaban para contener agua para el sedimento durante la prospección de las vetas, e implicaba liberar una ola de agua para fregar el suelo, eliminar la sobrecarga, y exponer el lecho de la roca. Si se encontraba una veta, entonces se atacaba con el método de prender fuego, un método que implicaba construir un fuego contra la roca. Cuando la roca caliente se apagaba con agua, podía romperse fácilmente, y los escombros estériles eran barridos por otra ola de agua. La técnica produjo numerosos descensos a cielo abierto que son visibles en las colinas sobre Pumsaint o Luentinum. Un fuerte, un asentamiento y una casa de baño se establecieron cerca en el Valle de Cothi. Los métodos se utilizaron probablemente en otros lugares para la extracción de plomo y estaño, y de hecho, se usaron ampliamente antes de que los explosivos los hicieran superfluos. Sin embargo, la minería hidráulica todavía se utiliza para la extracción de estaño aluvial.
Se excavaron largos aditamentos de drenaje en una de las colinas de Dolaucothi, después de que los métodos de minería a cielo abierto dejaron de ser eficaces. Una vez que el mineral era removido, fue aplastado por pesados martillos, probablemente automatizados por una rueda de agua hasta que se reducía a un polvo fino. Luego, el polvo se lavaba en un chorro de agua donde se retiraban las rocas y otros desechos, se recogía el polvo y las escamas de oro y se fundía en lingotes. Los lingotes se enviaron a todo el mundo romano, donde se acuñarían o se guardarían en bóvedas.

## Minería de hierro
Había muchas minas de hierro en la Britania romana. El índice del Mapa de la Ordenanza de la Britania romana enumera 33 minas de hierro: El 67% de ellas están en el Weald y el 15% en el Bosque de Dean. Debido a que los minerales de hierro estaban muy extendidos y el hierro era relativamente barato, la ubicación de las minas de hierro estaba a menudo determinada por la disponibilidad de madera, que Gran Bretaña tenía en abundancia, para hacer combustible para la fundición de carbón. Se necesitaban grandes cantidades de hierro para la máquina de guerra romana, y Gran Bretaña era el lugar perfecto para cubrir esa necesidad.
Muchas minas subterráneas fueron construidas por los romanos. Una vez que el mineral en bruto era extraído de la mina, se trituraba y luego se lavaba. La roca menos densa se lavaba, dejando atrás el óxido de hierro, que luego se fundía en hornos bajos. El hierro se calentaba hasta los 1.500 °C usando carbón. La escoria restante era removida y generalmente desechada. Después de ser fundido, el hierro se enviaba a las forjas, donde se recalentaba y se convertía en armas u otros objetos útiles.

## Condiciones de trabajo

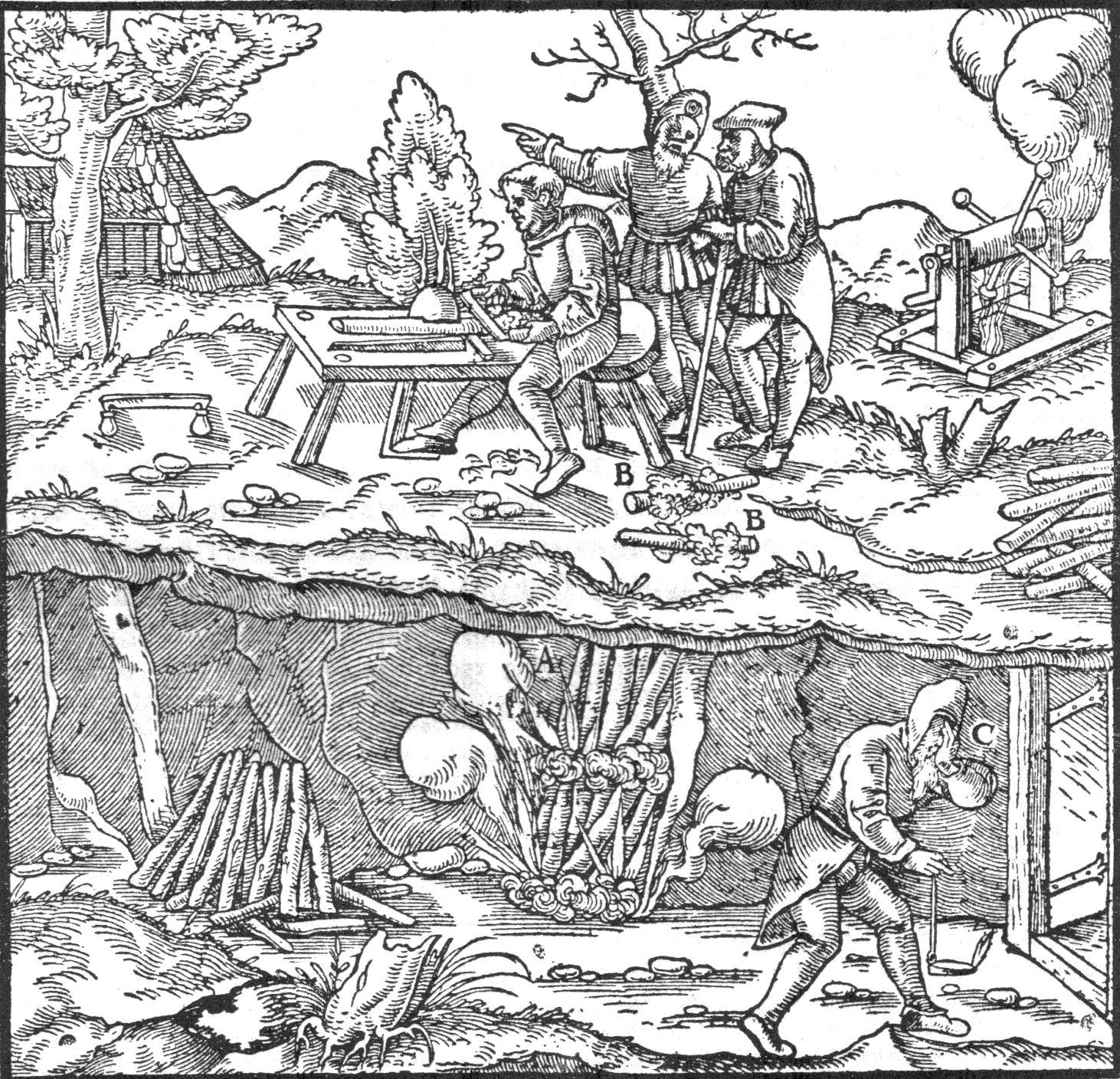
Incendio subterráneo en De re metallica.

Algunos mineros pudieron haber sido esclavos, pero se necesitaban artesanos hábiles para construir acueductos y cursos de agua, así como la maquinaria necesaria para deshidratar las minas y triturar y separar el mineral de la roca estéril. Se utilizaban ruedas hidráulicas de marcha atrás para elevar el agua, y se han encontrado secuencias de tales ruedas en las minas españolas. Una gran sección de una rueda de Río Tinto puede verse en el Museo Británico, y un fragmento más pequeño de una rueda encontrada en Dolaucothi muestra que usaban métodos similares en Britania.

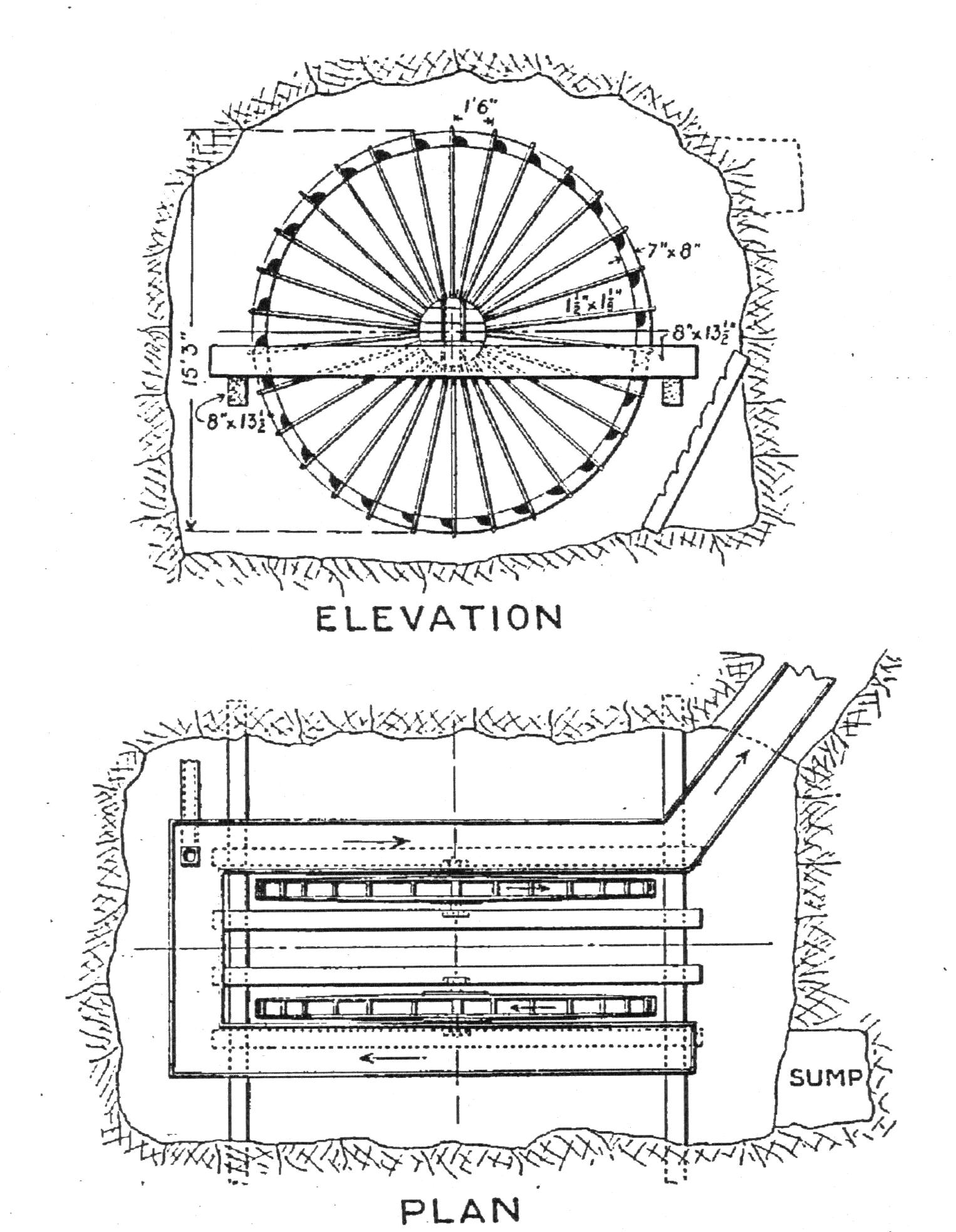
Rueda de drenaje de las minas de Río Tinto.

Las condiciones de trabajo eran malas, especialmente cuando se utilizaba el fuego bajo tierra, un antiguo método de minería utilizado antes de que los explosivos se hicieran comunes. Consistía en hacer un fuego contra una pared de roca dura, y luego apagar la roca caliente con agua, de modo que el choque térmico agrietara la roca y permitiera la extracción de los minerales. El método es descrito por Diodoro Sículo cuando discutió las minas de oro del Antiguo Egipto en el siglo I a. C., y en una fecha mucho más tardía por Georgius Agricola en su De re metallica del siglo XVI. Se hizo todo lo posible por ventilar las minas profundas, por ejemplo, conduciendo muchos aditamentos largos, para asegurar una circulación de aire adecuada. Los mismos pozos también sirvieron para drenar el trabajo.